# Bulbine glauca
Bulbine glauca är en grästrädsväxtart som först beskrevs av Constantine Samuel Rafinesque, och fick sitt nu gällande namn av E.M.Watson. Bulbine glauca ingår i släktet bulbiner, och familjen grästrädsväxter. Inga underarter finns listade i Catalogue of Life.